# Obszar chroniony Imeong
Obszar chroniony Imeong – obszar chroniony o powierzchni 1252 m². Znajduje się on w stanie Ngaremlengui, w Palau. W 2004 roku Imeong został wpisany na listę informacyjną UNESCO.

## Flora
Na terenie obszaru chronionego zidentyfikowano ponad 100 gatunków roślin, z czego 15 to endemity.

## Fauna
Obszar chroniony Imeong jest zamieszkały przez 94 gatunki ptaków, z czego 10 to endemity.